# Madonna col Bambino (Alonso Berruguete)
La Madonna col Bambino è un dipinto a olio su tavola (89x64 cm) di Alonso Berruguete, databile al 1515 circa e conservato negli Uffizi di Firenze.

## Storia
Non si conoscono le vicende antiche della tavola che, a giudicare dalle numerazioni sul retro, dovette arrivare in galleria prima del 1825.
Becherucci (1953) datò l'opera alla fine del soggiorno fiorentino dell'artista, prima del suo rientro in Spagna. Durante l'ultimo restauro vennero eliminato alcuni dettagli aggiunti, come il velo sui capelli e la manica, di sapore tardomanierista, rafforzando l'attribuzione al manierista della prima ora Berruguete.

## Descrizione e stile
Su uno scuro paesaggio di sfondo la Madonna, qui a mezza figura, tiene il Bambino solleticandolo. Egli è rappresentato in scorcio diagonale, coi piedini in primo piano su un cuscino rosso poggiato su un parapetto e la testa a destra, oltre quella di Maria, che è di profilo. Una tale composizione, ispirata da opere fiorentino del primo Quattrocento (soprattutto Donatello), si ritrova molto simile ma invertita in una Madonna del Bacchiacca, oggi al Walters Art Museum di Baltimora: probabilmente entrambi si ispirarono a un prototipo michelangiolesco, a cui rimandano le grandi e poderose mani di Maria.
La tavolozza appare leggermente cangiante negli incarnati e molto accentuato è il rilievo scultoreo nella figura del Bambino.